# پورپاتس
پورپاتس (به مجاری:  Porpác) یک شهرداری در مجارستان است که در واش واقع شده‌است. پورپاتس ۶٫۱۹ کیلومتر مربع مساحت و ۱۶۶ نفر جمعیت دارد.